# Ejido Nicolás Bravo
Ejido Nicolás Bravo är en ort i Mexiko.   Den ligger i kommunen San Juan Evangelista och delstaten Veracruz, i den sydöstra delen av landet, 500 km öster om huvudstaden Mexico City. Ejido Nicolás Bravo ligger 87 meter över havet och antalet invånare är 334.
Terrängen runt Ejido Nicolás Bravo är huvudsakligen platt. Ejido Nicolás Bravo ligger uppe på en höjd. Runt Ejido Nicolás Bravo är det glesbefolkat, med 10 invånare per kvadratkilometer. Närmaste större samhälle är Aguilera, 15,0 km nordost om Ejido Nicolás Bravo. Omgivningarna runt Ejido Nicolás Bravo är en mosaik av jordbruksmark och naturlig växtlighet.